# Ballinrobe
Ballinrobe (Baile an Róba in irlandese) è un centro abitato del Mayo, in Irlanda. È situato sul fiume Robe, che si immette nel Lough Mask due chilometri più ad ovest, adiacente al confine con la contea di Galway.

## Storia

### Storia antica
Avendo tracce certe di Ballinrobe dal 1390, è considerata la cittadina più antica del Mayo meridionale. Nei registri dell'abbazia dominicana di Athenry è contenuta una menzione riguardo al monastero de Roba, un edificio ecclesiastico Agostiniano del quale recentemente sono state rinvenute le rovine all'interno confini storici del villaggio. Il District Courtroom è ospitato nella vecchia Market House, un centro per il commercio locale esistente dal 1752.

### LaUnion Workhouse
Nel 1839 la Union Workhouse ("ospizio dell'unione") dell'Unione Poor Law di Ballinrobe fu fondata. La cittadina soffrì duramente la Grande carestia irlandese del 1845-1849. Con 2.000 persone, durante il picco massimo della carestia, la Workhouse era talmente affollata che il 23 marzo 1847, il The Mayo Constitution riportava:
A Ballinrobe l'ospizio versa nello stato più deplorevole, la pestilenza ha contagiato poveri, inservienti e chiunque altro. Infatti, questo edificio è un'orribile casa degli orrori, gli sventurati poveri vicini alle vittime di una spaventosa febbre, morti e moribondi ammassati insieme, potremmo dire. Il padrone è divenuto la vittima di questo malessere terribile; il chierico, un giovane uomo le energie del quale erano devote al futuro dell'unione, è stato aggiunto alle vittime; la matrona, pure, è morta; ed il rispettato e stimato fisico, è caduto dopo il passaggio della pestilenza, nei suoi costanti sforzi verso gli ospitati. Questa è la situazione della casa di Ballinrobe, ogni ufficiale è scappato via, mentre il numero dei morti è sconosciuto; e ci siamo dimenticati di dire che il cappellano della Chiesa Cattolica è gravemente malato per la stessa malattia. 
Novantasei persone morirono in una sola settimana nell'aprile del 1849.  I cadaveri furono seppelliti sotto semplici e anonime lapidi, situate appena fuori dal confine cittadino, a sud-ovest delle rovine. Nel 1922, durante la Guerra civile irlandese, un ampio pezzo della struttura fu bruciato, sebbene ad oggi rimangano ancora varie parti, quasi a testamento della tragedia.

## Ballinrobe oggi
Ballinrobe attualmente è di nuovo una frequentata market town. La sua recente espansione è attribuibile al boom del mattone in Irlanda e la sua capacità di essere un centro dormitorio per pendolari diretti sia a Galway che a Castlebar, ai quali si sono aggiunti vari immigranti provenienti dai nuovi paesi membri dell'Unione europea. Ballinrobe ospita l'unico circuito per corse nella propria contea, oltre che un campo da golf di 18 buche e numerose strutture storiche ristrutturate sia all'interno che fuori dal centro.